# Działa 75 mm (Stany Zjednoczone)

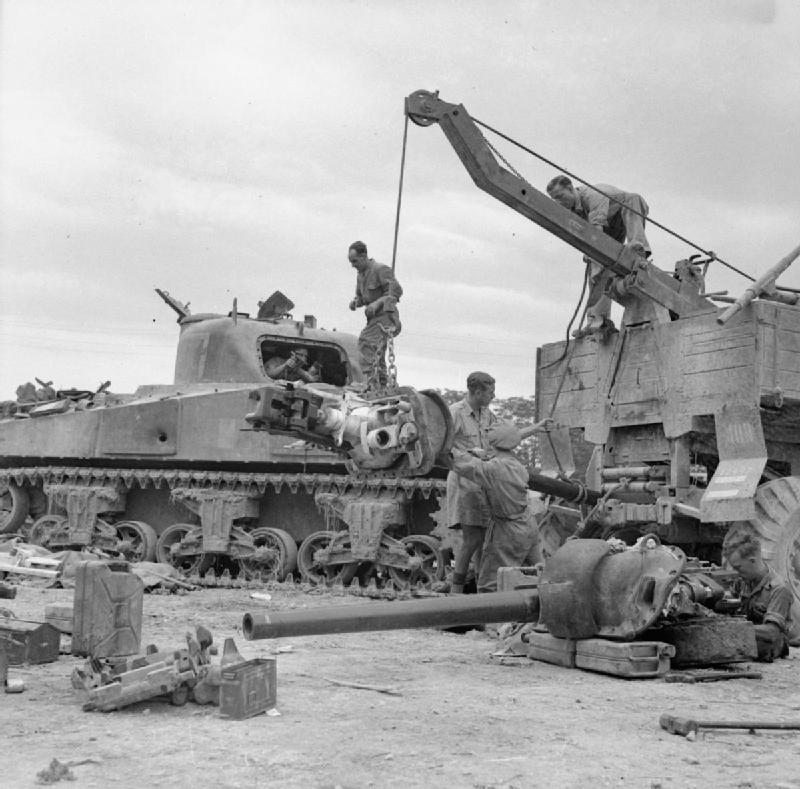
Dwie armaty M3

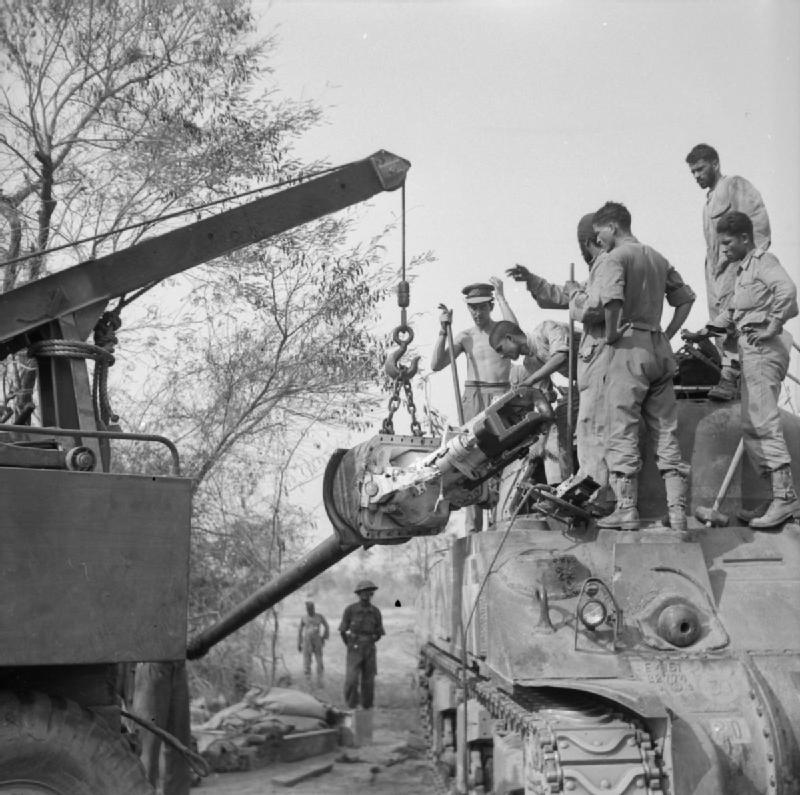
M3

Działa 75 mm – rodzina amerykańskich dział będąca na wyposażeniu armii amerykańskiej oraz marines w okresie II wojny światowej. Rodzina dzieliła się na dwie zasadnicze odmiany. Pierwszym były haubice o krótszej lufie, dużych kątach podniesienia lufy, mniejszej prędkości wylotowej pocisku, montowane na lawetach zaprojektowanych tak, by można je było łatwo rozłożyć na części, które będą mogły być transportowane na grzbiecie muła lub innego zwierzęcia jucznego. Drugim armaty o dłuższej lufie, większej prędkości wylotowej pocisku, przystosowane do roli armaty przeciwpancernej.

## Armaty
Przede wszystkim w wersjach M3 i M4, bazowana na francuskiej Canon de 75 modèle 1897. Armata została zaprojektowana jako armata przeciwpancerna, przystosowana także do strzelania amunicją kruszącą, ale w związku ze wzrastającym opancerzeniem czołgów przestałą być skuteczną bronią jako armata przeciwpancerna już w środkowym okresie wojny.

### M2
Wersja używana we wczesnych odmianach czołgu M3 Lee.
- długość lufy: 31 kalibrów
- prędkość wylotowa pocisku: 588 m/s
- masa naboju (M71 AP – przeciwpancernego): 6,32 kg
- przebijalność pancerza: 60 mm o pochyleniu 30° z odległości 450 m

### M3
Odmiana M2 z dłuższą lufa, stanowiła uzbrojenie takich czołgów jak M4 Sherman, późniejsze modele M3 Lee i Mk IV Churchill.
- długość lufy: 40 kalibrów
- prędkość wylotowa pocisku: 619 m/s
- masa naboju (M71 AP – przeciwpancernego): 6,32 kg
- przebijalność pancerza: 76 mm o pochyleniu 30° z odległości 450 m

Brytyjska armata czołgowa kal. 75 mm, w którą uzbrojone były czołgi Sherman i Mk VIII Cromwell, została zaprojektowana tak, aby można w niej było używać tej samej amunicji co w armacie amerykańskiej.

### T13E1/M5
Lekka wersja armaty z cieńszą lufą i innym mechanizmem oporopowrotnika, używana w bombowcach B-25G/H.

### M6
Bazowana na T13E1 wersja stanowiąca uzbrojenie czołgu lekkiego M24 Chaffee.

## Haubice

### M1

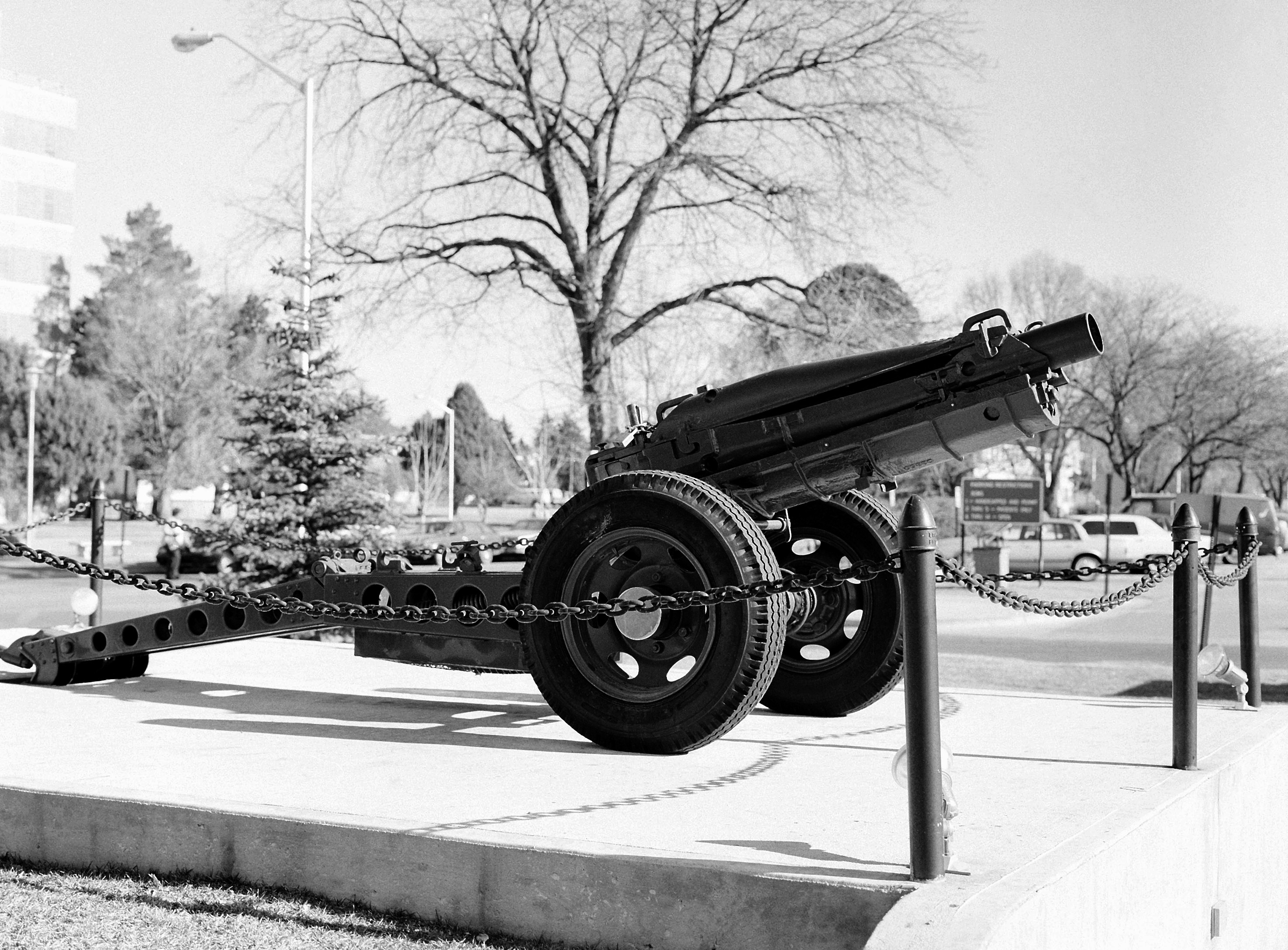
M1A1-75mm

- Szybkostrzelność: ok. 25 pocisków na minutę
- Prędkość wylotowa: 380 m/s
- Maksymalny zasięg: 8790 m
- Waga pocisku; 6,3 kg
- Długość lufy: 16 kalibrów

### M2
Przekonwertowane haubice M1 używane w pojazdach M8 Scott i jako uzbrojenie niektórych pojazdów rodziny LVT w tej samej wieży, co w przypadku M8 Scott.

### M3
Zbudowane od podstaw armaty dla M8 Scott, identyczne jak M2.

### M8
Specjalnie zaprojektowany zespół haubicy i lawety przystosowany do zrzutu spadochronowego (rozmontowywane na kilka sekcji, każda zrzucana osobno) lub do przenoszenia w całości (np. przez brytyjskie szybowce transportowe Horsa). Działa te zastąpiły brytyjskie haubice 3,75 calowe w jednostkach powietrznodesantowych i używane m.in. podczas operacji Market Garden.
- Długość całkowita: 3,7 m
- Szerokość: 1,2 m
- Wysokość: 864 mm
- Waga: 607 kg
- Kąty podniesienia lufy: od -5° do +45°
- Maksymalny zasięg: 8920 m
- Szybkostrzelność: 3 do 6 pocisków na minutę